# Bambini di Creuse
Con Bambini di Creuse si indicano 1.630 bambini trasferiti con la forza dall'isola di Riunione alla Francia metropolitana rurale tra il 1963 e il 1982.

## Storia
La storia è ben nota alla Riunione, dove viene chiamata l'affaire des Enfants de la Creuse o affaire des Réunionnais de la Creuse.
Questi bambini, "abbandonati o meno", vennero sottoposti alla tutela dello stato dalle autorità francesi del Dipartimento per la salute e gli affari sociali. Furono trasportati dalle autorità della Riunione, al fine di ripopolare dipartimenti metropolitani come Creuse, Tarn, Gers, Lozère e Pirenei orientali che avevano perso popolazione a causa del movimento dalle aree rurali alle aree metropolitane.
Il trasporto forzato di bambini fu organizzato sotto la guida di Michel Debré, all'epoca deputato alla Riunione.
A marzo 2007, il regista Antoine-Léonard Maestrati ha realizzato il documentario L'avenir est ailleurs che racconta questa storia.

### Opere storiche
- Enfants en exil, transfert de pupilles réunionnais en métropole (1963-1982), Ivan Jablonka, Éditions du Seuil, Parigi, settembre 2007.
- Tristes tropiques de la Creuse, Gilles Ascaride, Corine Spagnoli, Philippe Vitale, Éditions K'A, 2004.
- Les Réunionnais de la Creuse: une affaire d'État, Gilles Ascaride, Corine Spagnoli, Philippe Vitale, Annuaires des Pays de l’Océan Indien, 2006.
- Mémoire et migration de l'ombre, le cas des Réunionnais de la Creuse, G. Ascaride, Philippe Vitale, Editions Solal, 2008.

### Autobiografie
- Une enfance volée, Jean-Jacques Martial, Les quatre chemins, 2003.
- La Bête que j’ai été. Le témoignage d’un Réunionnais déporté dans la Creuse en 1966, Jean-Pierre Gosse, 2005, éd. Alter Ego.
- La déportation des Réunionnais de la Creuse, témoignages recueillis par Elise Lemai, Éditions L'Harmattan, 2004.

### Romanzi
- Jean Louis Robert, Creuse, ta tombe, Ille-sur-Têt, Éditions K’A (2006)
- Mariella Righini, Bonbon piment, Grasset, (2004)
- Brigitte Peskine, L’île de mon père, Castermann (2005)
- Christophe Léon, Les mangues resteront vertes, Talents hauts (2016), collezioni "Les héroïques"
- Ariane Bois, L'île aux enfants, Belfond (2019), collezioni Pointillés
- Jean-François Samlong, Un soleil en exil, Gallimard, collezioni «Continents noirs», 2019.

### Documentari radiofonici
- « Les pupilles réunionnais, un aller sans retour pour la métropole », di Jean-Louis Rioual. Un documentario trasmesso il 30 marzo 2010 (e di nuovo il 23 luglio 2010) all'interno della trasmissione La Fabrique de l'histoire su France Culture, (53 min).
- « Saint-Denis de la Réunion - Guéret: le voyage sans retour des orphelins malgré eux », di Philippe Bardonnaud, Pascal Dervieux, Vanessa Descouraux. Un documentario trasmesso il 16 febbraio 2014 all'interno della trasmissione Interception su France Inter, (39 min 20 s).

### Documentari televisivi
- Une enfance en exil: Justice pour les 1615, di William Cally, Kapali Studios Création (53 min, 2013). Un documentario trasmesso su France 3 e Réunion La Première).
- Arrachée à son île, di Patrice du Tertre, 2002. Documentario di 52 min trasmesso su France 5.
- Objectif lune, di Jimmy Grassiant[1].
- Les Enfants de la Réunion: un scandale d’État oublié, documentario di Clémence de la Robertie, realizzato da Guénola Gazeau e Pierre Lascar, 2016, 52 min, trasmesso il 19 febbraio 2017 su France Ô nella trasmissione "Histoire d’outre-mer", presentata da Fabrice d'Almeida[2].
- France's Stolen Children su BBC Newsnight.
- The Insight team take an in-depth look at Stolen Children in France, su TRT World.
- Un mensonge oublié, telefilm poliziesco realizzato da Éric Duret per France 3 nel 2017 e trasmesso nel 2018.